# Cascinette d'Ivrea
Cascinette d'Ivrea is een gemeente in de Italiaanse provincie Turijn (regio Piëmont) en telt 1459 inwoners (31-12-2004). De oppervlakte bedraagt 2,2 km², de bevolkingsdichtheid is 663 inwoners per km².

## Demografie
Cascinette d'Ivrea telt ongeveer 638 huishoudens. Het aantal inwoners daalde in de periode 1991-2001 met 2,6% volgens cijfers uit de tienjaarlijkse volkstellingen van ISTAT.
| Jaar | Inwoneraantal |
| ---- | ------------- |
| 1991 | 1488          |
| 2001 | 1449          |

## Geografie
Cascinette d'Ivrea grenst aan de volgende gemeenten: Chiaverano, Burolo, Ivrea.
1. ↑  https://demo.istat.it/?l=it.